# Веркерк, Мартин
Мартин Виллем Веркерк (нидерл. Martin Willem Verkerk; 31 октября 1978, Лейдердорп, Нидерланды) — бывший нидерландский профессиональный теннисист; финалист одного турнира Большого шлема в одиночном разряде Открытый чемпионат Франции-2003; победитель двух турниров ATP в одиночном разряде. Последний на данный момент теннисист из Нидерландов, игравший в финале турнира Большого шлема в одиночном разряде.

## Общая биография
Мартин начал играть в теннис в возрасте семи лет вместе с родителями. У него есть старший брат — Микель.
Любимый покрытия — грунт и медленный хард; любимые теннисисты в период взросления — Андре Агасси и Пит Сампрас.

## Спортивная карьера
Мартин начал играть в теннис в семилетнем возрасте. В профессионалах с 1996 года. В начале карьеры не мог похвастаться высокими достижениями, первый раз поднялся в рейтинге ATP в сотню лучших теннисистов в 2002 году. В этом же году дебютирует в основной сетке на турнире Большого шлема Открытом чемпионате США, где уступает уже в первом раунде.
Самым лучшим в карьере Мартина становится следующий 2003 год. В начале сезона он сумел выиграть первый турнир ATP в карьере в Милане, обыграв в финальном матче россиянина Евгения Кафельникова со счётом 6-4, 5-7, 7-5. Но главный сюрприз он преподносит на Открытом чемпионата Франции. Обыграв в первом круге в трёх сетах малоизвестного хорватского теннисиста Желько Краяана — 6-3, 6-4, 6-4, Веркерк выходит во втором раунде на переигравшего в первом раунде пятого сеяного на этом турнире швейцарца Роджера Федерера перуанца Луиса Орна. Мартину удаётся победить в упорном пятисетовом поединке — 4-6, 6-4, 4-6, 7-5, 6-2. Следующим соперником Мартина становится 29-й номер на этом турнире американец Винсент Спейди, которого он обыгрывает 5-7, 6-4, 6-2, 7-5. В четвёртом раунде он расправляется с 11-м сеяным немцем Райнером Шуттлером. В четвертьфинале Веркерку предстояло сразиться с победителем Открытого чемпионата Франции в 1998 году и четвёртой ракеткой турнира испанцем Карлосом Мойей. В красивой и упорной борьбе Мартину удаётся победить — 6-3, 6-4, 5-7, 4-6, 8-6 за 3 часа 52 минуты. На этом он не остановился и в полуфинальном поединке в трёх сетах обыграл аргентинского теннисиста и седьмого на турнире Гильермо Корию — 7-6(4), 6-4, 7-6 и неожиданно для многих вышел в финал. В финальном матче, который состоялся 8 июня 2003 года, он проигрывает одному из главных фаворитов на титул во Франции этого года и третьему номеру на турнире Хуану Карлосу Ферреро — 1-6, 3-6, 2-6. Благодаря этому выступлению, он сумел с 46-го подняться в рейтинге на 15 место.
15 сентября 2003 года Веркерк поднимается на самое высокое место в рейтинге ATP в карьере — 14 место. В мае 2004 года он выходит в финал на турнире Мюнхене, где проигрывает Николаю Давыденко — 4-6, 5-7. На Открытом чемпионате Франции ему не удаётся повторить прошлогоднее достижение, и он выбывает в третьем раунде, проиграв австралийцу Ллейтону Хьюитту — 2-6, 6-3, 6-4, 2-6, 1-6. В июле ему удаётся выиграть второй титул на турнирах ATP в нидерландском Амерсфорте. В финале им был обыгран чилиец Фернандо Гонсалес — 7-6, 4-6, 6-4.
После 2004 года его карьера пошла на спад. Причиной тому послужили постоянные травмы теннисиста. Не сумев выйти на прежний уровень, 9 декабря 2008 года объявляет об уходе из профессионального спорта.

## Рейтинг на конец года
| Год  | Одиночный рейтинг | Парный рейтинг |
| 2008 | 263               | 1 033          |
| 2007 | 678               | 490            |
| 2006 | 1 540             |                |
| 2004 | 55                | 156            |
| 2003 | 19                | 69             |
| 2002 | 86                | 139            |
| 2001 | 161               | 958            |
| 2000 | 233               | 1 104          |
| 1999 | 253               | 641            |
| 1998 | 416               | 595            |
| 1997 | 384               | 487            |
| 1996 | 626               | 1 205          |

## Выступления на турнирах

### Финалы турниров Большого шлема в одиночном разряде (1)

#### Поражение (1)
| №  | Год  | Турнир                     | Покрытие | Соперник в финале   | Счёт        |
| 1. | 2003 | Открытый чемпионат Франции | Грунт    | Хуан Карлос Ферреро | 1-6 3-6 2-6 |

### Финалы турниров ATP в одиночном разряде (4)

#### Победы (2)
| Легенда                     |
| --------------------------- |
| Турниры Большого шлема (0*) |
| Итоговый турнир ATP (0)     |
| ATP Мастерс (0)             |
| АТР Gold (0)                |
| АТР International (2)       |

| Титулы по покрытиям | Титулы по месту проведения матчей турнира |
| ------------------- | ----------------------------------------- |
| Хард (0*)           | Зал (1)                                   |
| Грунт (1)           | Зал (1)                                   |
| Трава (0)           | Открытый воздух (1)                       |
| Ковёр (1)           | Открытый воздух (1)                       |

* количество побед в одиночном разряде.
| №  | Дата           | Турнир                | Покрытие | Соперник в финале   | Счёт           |
| 1. | 2 февраля 2003 | Милан, Италия         | Ковёр(i) | Евгений Кафельников | 6-4 5-7 7-5    |
| 2. | 18 июля 2004   | Амерсфорт, Нидерланды | Грунт    | Фернандо Гонсалес   | 7-6(5) 4-6 6-4 |

#### Поражения (2)
| №  | Дата        | Турнир                     | Покрытие | Соперник в финале   | Счёт        |
| 1. | 8 июня 2003 | Открытый чемпионат Франции | Грунт    | Хуан Карлос Ферреро | 1-6 3-6 2-6 |
| 2. | 2 мая 2004  | Мюнхен, Германия           | Грунт    | Николай Давыденко   | 4-6 5-7     |

### Финалы турнировATPв парном разряде (2)

#### Поражения (2)
| №  | Дата             | Турнир              | Покрытие | Партнёр       | Соперники в финале         | Счёт        |
| 1. | 14 сентября 2002 | Ташкент, Узбекистан | Хард     | Рамон Слёйтер | Дэвид Адамс Робби Кёниг    | 2-6 5-7     |
| 2. | 9 марта 2003     | Делрей-Бич, США     | Хард     | Рамон Слёйтер | Ненад Зимонич Леандер Паес | 5-7 6-3 5-7 |

## История выступлений на турнирах
| Турнир                       | 2002  | 2003  | 2004  | 2007  | Итог  | В/П за карьеру |
| ---------------------------- | ----- | ----- | ----- | ----- | ----- | -------------- |
| Турниры Большого шлема       |       |       |       |       |       |                |
| Открытый чемпионат Австралии | К     | 1P    | 1P    | -     | 0 / 2 | 0-2            |
| Открытый чемпионат Франции   | К     | Ф     | 3Р    | 1Р    | 0 / 3 | 8-3            |
| Уимблдонский турнир          | -     | 1P    | 2P    | -     | 0 / 2 | 1-2            |
| Открытый чемпионат США       | 1P    | 2P    | -     | -     | 0 / 2 | 1-2            |
| Итог                         | 0 / 1 | 0 / 4 | 0 / 3 | 0 / 1 | 0 / 9 |                |
| В/П в сезоне                 | 0-1   | 7-4   | 3-3   | 0-1   |       | 10-9           |
| Турниры Мастерс              |       |       |       |       |       |                |
| Индиан-Уэллc                 | -     | -     | 2Р    | -     | 0 / 1 | 0-1            |
| Майами                       | 1Р    | 2Р    | 2Р    | 1Р    | 0 / 4 | 1-4            |
| Монте-Карло                  | -     | 1Р    | 2Р    | 1Р    | 0 / 3 | 1-3            |
| Гамбург                      | -     | -     | 1Р    | 1Р    | 0 / 2 | 0-2            |
| Рим                          | -     | 1/4   | 2Р    | 1Р    | 0 / 3 | 4-3            |
| Торонто/Монреаль             | -     | 2Р    | -     | -     | 0 / 1 | 1-1            |
| Цинциннати                   | К     | 1Р    | -     | -     | 0 / 1 | 0-1            |
| Штутгарт/Мадрид              | -     | 2Р    | -     | -     | 0 / 1 | 0-1            |
| Париж                        | -     | 2Р    | -     | -     | 0 / 1 | 0-1            |
| Статистика за карьеру        |       |       |       |       |       |                |
| Проведено финалов ATP-Тура   | 0     | 2     | 2     | 0     |       | 4              |
| Выиграно турниров ATP-Тура   | 0     | 1     | 1     | 0     |       | 2              |
| В/П: всего                   | 7-11  | 25-25 | 26-19 | 0-9   |       | 59-70          |
| Σ % побед                    | 39 %  | 50 %  | 58 %  | 0 %   |       | 46 %           |

К — проигрыш в квалификационном турнире.